# Aeroporto de São Paulo de Olivença
O Aeroporto Senadora Eunice Michiles (IATA: OLC - ICAO: SDCG) está localizado no município de São Paulo de Olivença, Amazonas. 
São Paulo de Olivença é um município amazonense localizado no Alto Solimões próximo a Tabatinga. A cidade, cuja população fica em torno de 33.000 habitantes, é servida por via aérea através do Aeroporto Senadora Eunice Michiles. O aeródromo possui uma única pista (04/22) de concreto com 1200 metros de comprimento. O único operador de voos regulares é a Trip Linhas Aéreas, na rota Manaus-Tefé-Fonte Boa-São Paulo de Olivença-Tabatinga.
Suas coordenadas são as seguintes: 03°28'10.00"S de latitude e 68°57'30.00"W de longitude. Possui uma pista com comprimento de 1200m, de concreto.

## Reforma
É um dos 25 aeroportos do Amazonas incluídos no PDAR - Plano de Desenvolvimento da Aviação Regional, criado em 2012, do Governo Federal, que visa construir e/ou reformar num total de 270 aeroportos em todo o país.